# Tomohiro Tsunozaki
Tomohiro Tsunozaki (jap. 角崎朋博 Tsunozaki Tomohiro) - japoński zapaśnik walczący w stylu wolnym. Zajął ósme miejsce na mistrzostwach świata w 1991. Brązowy medal na igrzyskach azjatyckich w 1986 i na mistrzostwach Azji w 1991 roku.